# Île Dall
Pour les articles homonymes, voir Dall.
L'île Dall est une île de l'archipel Alexandre située au sud est de l'Alaska, États-Unis, juste à l'ouest de l'île du Prince-de-Galles (Alaska) et au nord des eaux canadiennes. 

## Géographie
Son point culminant est à une altitude de 745 mètres. Sa superficie est de 657 km², faisant d'elle la 28e plus vaste île des États-Unis. L'île Dall sert surtout pour la pêche.

## Population
Le recensement de 2000 dénombra 20 habitants, l'île est habitée depuis des siècles par les Alaskiens.

## Histoire
L'île fut d'abord nommée Quadra après Juan Francisco de la Bodega y Quadra, jusqu'en 1879, puis fut appelée en l'honneur du naturaliste William Healey Dall.